# Bíró József (kerékpárversenyző)
Bíró József (Budapest, 1921. február 13. – Budapest, 2001. május 18.) magyar közgazdász, gazdaságpolitikus, miniszter, országgyűlési képviselő, kerékpárversenyző. A közgazdaság-tudományok kandidátusa (1974).

## Életpályája
1936 és 1940 között a Magyar Posztógyárban szövő, majd szerelő volt. 1940–1945 között a BSZKRT Ferencvárosi Főműhelyében hegesztőként, 1945–1949 között főművezetőként dolgozott. 1946–1949 között az Állami Műszaki Főiskola hallgatója volt. 1949–1955 között a Külkereskedelmi Minisztérium Műszaki Osztályának osztályvezetője illetve főosztályvezető-helyettese volt. 1951–1953 között a Gazdasági és Műszaki Akadémián tanult.
1955–1957 között a NIKEX külkereskedelmi vállalat vezérigazgatója volt. 1957–1960 között a Külkereskedelmi Minisztérium kereskedelmi tanácsosa, a londoni magyar kirendeltség vezetője volt. 1960–1961 között a Külkereskedelmi Minisztérium párttitkára volt. 1961–1966 között elvégezte az ELTE ÁJTK szakot. 1962–1963 között külkereskedelmi miniszterhelyettesként dolgozott. 1963–1979 között külkereskedelmi miniszter volt a Második Kádár-kormánytól a Lázár-kormányig, valamint a Gazdasági Bizottság és az Állami Tervbizottság tagja volt. 1966–1980 között az MSZMP KB tagja volt. 1980–1990 között országgyűlési képviselő, a külügyi bizottság tagja, az IPU magyar csoportjának alelnöke volt.

## Sportolói pályafutása
1936–1948 között a BSZKRT SE kerékpárversenyzője volt. 1941-ben az üldöző csapat magyar bajnoka lett. 1945–1947 között a magyar országúti válogatott tagja volt. 1949–1953 között a Budapesti Előre kerékpárosa volt. Országúti versenyágban, páros versenyszámban; Pásztor Istvánnal országos csúcstartó (50 km 1947: 1:08:02,00; 60 km 1947: 1:23:42,00; 70 km 1947: 1:37:20,00; 80 km 1947: 1:48.40,00).

## Családja
Szülei: Biró István és Selmeczi Ilona voltak. Felesége, Pahocsa Rozália volt. Két lányuk született: Erzsébet (1942–) és Rozália (1946–).
Sírja a Farkasréti temetőben található.

## Publikációi
1967–1974 között a Társadalmi Szemlében jelentek meg írásai. 1968–1973 között a Közgazdasági Szemlében publikált. 1968–1971 között a Külkereskedelem című lapban voltak olvashatók írásai. 1973–1979 között a Külgazdaság című folyóiratban tette közzé műveit. 1976–1979 között a Szabványosítás című folyóiratban jelentek meg művei.
- A párthatározatok végrehajtásának ellenőrzéséről (Társadalmi Szemle, 1954)
- A magyar–szovjet gazdasági kapcsolatok fejlődése (Társadalmi Szemle, 1967)
- Hazánk kereskedelmi kapcsolatai a fejlett tőkésországokkal (Közgazdasági Szemle, 1968)
- A külkereskedelmi monopólium érvényesítése az új gazdasági mechanizmusban (Közgazdasági Szemle, 1970)
- A marketing helye az új gazdaságirányítási rendszerben (Ipargazdaság, 1970)
- A magyar külkereskedelmi politika I–II. (Monográfia és kandidátusi értekezési ismeretek, 1970–1973)
  - I. A külkereskedelem fejlődése és szerepe a népgazdaságban
  - II. A külkereskedelem időszerű kérdései a gazdaságirányítás új rendjében
- A külkereskedelem áruszerkezetének főbb kérdései (Közgazdasági Szemle, 1973)
- A magyar külkereskedelmi politika. – Külkereskedelmünk és eredményei (Külgazdaság, 1973)
- A IV. ötéves terv teljesítése a külkereskedelemben (Társadalmi Szemle, 1974)
- A külkereskedelem feladatai 1974-ben. – Törvény a külkereskedelemről (Külgazdaság, 1974)
- A külkereskedelem 1974. évi eredményei és feladataink 1975-ben (Külgazdaság, 1975)
- A beszámoló taggyűlések tapasztalatai (Gadanecz Györggyel, Pártélet, 1975)
- Magyar-szovjet gazdasági és kereskedelmi kapcsolatok; Kossuth, Bp., 1976 (Közgazdasági ismeretek)
- Gazdasági feladataink és a külkereskedelem (Külgazdaság, 1976)
- Hatékonyabb gazdálkodás, jobb külkereskedelmi eredmények. – A külkereskedelem feladatai az MSZMP KB határozatának tükrében (Külgazdaság, 1978)
- Szervezeti kérdések a Magyar Szocialista Munkáspártban (Kovács Józseffel és Krajnyák Tiborral, Budapest, 1986)